# Niina Koskela
Niina Koskela (née le 8 août 1971), mariée de 2004 à 2009 sous le nom de Niina Sammalvuo, est une joueuse d'échecs finlandaise, trois fois championne nationale, qui joue pour la Norvège depuis 2012.

## Palmarès individuel
Niina Koskela participe à de nombreuses éditions du championnat de Finlande d'échecs féminin, où elle remporte trois médailles d'or (1990, 2002, 2008) et trois médailles d'argent (1989, 1992, 1994). En 1991, à Subotica, Niina Koskela prend part au tournoi interzonal qualificatif pour le championnat du monde d'échecs féminin et se classe à la 34e place. En 2000, Niina Koskela participe au championnat du monde d'échecs féminin par KO. Elle gagne au premier tour contre l'Indienne Subbaraman Vijayalakshmi, puis perd au deuxième tour contre la Géorgienne Nana Ioseliani .

## Compétitions par équipe
Niina Koskela a d'abord longtemps joué pour la Finlande avant de changer de fédération et de jouer pour la Norvège.
Niina Koskela joue pour la Finlande et la Norvège de plusieurs éditions du championnat d'Europe d'échecs des nations féminin.

### Parcours avec l'équipe de Finlande (1990 à 2008)
Niina Koskela joue pour la Finlande lors de plusieurs olympiades d'échecs féminines :
- en 1990, au deuxième échiquier lors de la 29e Olympiade d'échecs qui s'est déroulée à Novi Sad, en Yougoslavie (4 victoires (+4), 4 matchs nuls (=4), 5 défaites (-5))[7],
- en 1992, au deuxième échiquier lors de la 30e Olympiade d'échecs qui s'est déroulée à Manille, aux Philippines (5, =5, -4)[7],
- en 1998, au deuxième échiquier lors de la 33e Olympiade d'échecs qui s'est déroulée à Elista, en Russie (+7, =5, -1)[7],
- en 2002, au premier échiquier lors de la 35e Olympiade d'échecs qui s'est déroulée à Bled, en Slovénie (+6, =6, -2)[7],
- en 2004, au premier échiquier lors de la 36e Olympiade d'échecs qui s'est déroulée à Calvià, en Espagne (+6, =6, -2)[7],
- en 2006, au premier échiquier lors de la 37e Olympiade d'échecs qui s'est déroulée à Turin, en Italie (+6, =6, -0)[7],
- en 2008, au premier échiquier lors de la 38e Olympiade d'échecs qui s'est déroulée à Dresde, en Allemagne (+4, =2, -3)[7],

Niina Koskela pour la Finlande lors de plusieurs éditions du championnat d'Europe des nations féminin : 
- En 1992, au deuxième échiquier lors du 1er championnat d'Europe d'échecs par équipe qui se déroule à Debrecen, en Hongrie (+5, = 3, -1) et a remporté la médaille d'argent individuelle[8],
- En 1999, au premier échiquier lors du 3e championnat d'Europe d'échecs par équipe qui se déroule à Batoumi, en Géorgie (+1, = 3, -4)[8],
- En 2003, au premier échiquier lors du 5e championnat d'Europe d'échecs par équipes qui se déroule à Plovdiv, en Bulgarie (+3, = 2, -3)[8],
- En 2007, au premier échiquier lors du 7e championnat d'Europe d'échecs par équipe qui se déroule à Héraklion, en Grèce (+1, = 1, -2)[8],

### Parcours avec l'équipe de Norvège (2014 et 2015)
Niina Koskela défend les couleurs de l'équipe de Norvège après celles de la Finlande :  en 2014, quatrième échiquier lors de la 41e Olympiade d'échecs qui s'est déroulée à Tromso, en Norvège (+5, = 4, -0).
Niina Koskela pour la Norvège lors d'une édition du championnat d'Europe des nations féminin : en 2015, au deuxième échiquier lors du 11e championnat d'Europe d'échecs par équipe qui se déroule à Reykjavik, en Islande (+3, = 4, -1).

## Palmarès international décerné par la FIDE
En 2006, Niina Koskela reçoit le titre de Grand maître international de la part de la FIDE. Elle est la première Finlandaise à recevoir ce titre.